# Transcripció lingüística
En lingüística, la transcripció és la representació d'un idioma amb un sistema d'escriptura determinat, de paraules o textos que originalment estan escrits amb un sistema d'escriptura diferent, tot intentant reproduir en l'idioma d'arribada la pronunciació original del text (a diferència de la transliteració, que és una eina tècnica i estàndard internacional, no necessàriament apta per a fer entendre la pronunciació d'una paraula estrangera entre el públic en general).

## Sistemes de representació
Per a poder representar els sons de l'idioma original a l'idioma d'arribada, normalment cal establir una sèrie de convencions per a representar les lletres o caràcters que tenen sons inexistents (sense representació gràfica) en el sistema de l'idioma d'arribada. És per això que hi ha d'haver un sistema de transcripció estandarditzat per a cada parella de llengües en cada direcció, com ara, de l'ucraïnès al català, del rus al català, de l'armeni al català, del georgià al català, etc.
Tot i que idiomes com el rus, el belarús i l'ucraïnès fan servir l'alfabet ciríl·lic, cada idioma el fa servir d'una forma diferent, introduint-hi noves lletres o assignant un so diferent a la mateixa lletra. Per això, és important distingir no sols el sistema d'escriptura d'un grup d'idiomes, sinó també el sistema d'escriptura de cada idioma en concret.
També és important considerar que cal afegir els accents necessaris, eliminar dobles L o introduir la L geminada, i doblar la S intervocàlica quan s'escau, perquè el lector del text transliterat, en aquest cas el lector català, pugui pronunciar cada paraula com cal. Per això, el topònim Черкаси en ucraïnès, per exemple, que s'escriu amb una sola C ciríl·lica (la nostra S) en l'original, cal transcriure'l amb doble S en català.
Els sistemes de transcripció són un conjunt de normes que defineixen com la llengua parlada es representa amb símbols escrits. La majoria dels sistemes de transcripció fonètica es basen en l'alfabet fonètic internacional, en la tecnologia de veu, o SAMPA (un alfabet fonètic llegible per ordinador).

## Exemples
A continuació, hi ha uns exemples de sistemes de transcripció ortogràfica:

### Anàlisi de la conversa
Es podria dir que és el primer sistema d'aquest tipus, originalment esbossat per Sacks, més tard adaptat per a l'ús d'ordinadors per MacWhinney. El camp de l'anàlisi de conversa inclou una sèrie d'enfocaments diferents de la traducció i conjunts de convencions de transcripció. Aquests inclouen, entre d'altres, l'anotació Jefferson. Per a l'anàlisi de la conversa, les dades registrades es transcriuen normalment en la forma escrita en què els analistes hi estan d'acord. N'hi ha dos enfocaments diferents. El primer, anomenat transcripció ajustada, recull els detalls de la interacció conversacional com les paraules que destaquen, les paraules que es pronuncien amb major sonoritat, punts en el qual se solapen i l'articulació d'aquestes. Si aquest detall és menys important, potser ho és perquè l'analista es preocupa més per l'estructura global de la conversa; llavors, parlarem d'un segon tipus de transcripció, la transcripció general.

### La notació Jefferson
La notació Jefferson és un conjunt de símbols desenvolupats per Gail Jefferson, que s'utilitzen per a la transcripció de les paraules. Després d'haver tingut alguna experiència prèvia en la transcripció, la van contractar el 1963 com a empleada en el Departament de Neurologia de la UCLA, per transcriure les sessions d'entrenament de la sensibilitat dels guàrdies de la presó. Jefferson va començar a transcriure algunes de les gravacions que Harvey Sacs va utilitzar en la primera conferència. El seu treball ha influït molt en l'estudi d'interacció sociològica, però també més enllà de les disciplines, sobretot la lingüística, la comunicació i l'antropologia. Aquest sistema és utilitzat universalment per a treballar des de la perspectiva de la CA i es considera que s'ha convertit gairebé en les instruccions globals per a la transcripció.

### Transcripció de diàlegs
Un sistema descrit per Dubois et al. s'ha utilitzat per a la transcripció del corpus de Santa Bàrbara de l'anglès americà parlat (SBCSAE).

### Sistema de transcripció de conversa analítica
Un sistema descrit per Selting, més tard es va convertir en GAT2, molt utilitzat en països on es parla alemany per a l'anàlisi orientada a la conversa i la lingüística internacional.

### Treballs descriptius semiinterpretatius
Sistema originalment descrit per Ehlich, adaptat per a l'ús en corpus llegible amb ordinador, molt utilitzat en la pragmàtica funcional.

## Altres aplicacions
També s'anomena transcripció l'acte d'escriure un discurs oral, per exemple, en una entrevista o en un judici, i també l'acte d'escriure comunicacions gravades (amb so), transferint-les del canal sonor al canal escrit.